# Éva Fórián
Éva Fórián (née le 3 avril 1960 à Debrecen) est une tireuse sportive hongroise. Elle est triple championne du monde et quadruple championne d'Europe.
Elle est mariée au tireur sportif László Hammerl.

## Palmarès

### Championnats du monde de tir
- Championnats du monde de tir de 1991 à Stavanger
  -  Médaille d'or en carabine à air à 10 m
- Championnats du monde de tir de 1986 à Suhl
  -  Médaille d'or en carabine à 50 m position couchée
- Championnats du monde de tir de 1985 à Mexico
  -  Médaille d'or en carabine à air à 10 m

### Championnats d'Europe de tir
- Championnats d'Europe de tir de 1993 à Brno
  -  Médaille d'or en carabine à air à 10 m
- Championnats d'Europe de tir de 1984 à Budapest
  -  Médaille d'or en carabine à air à 10 m
- Championnats d'Europe de tir de 1982 à Rome
  -  Médaille d'or en carabine à 50 m position couchée
  -  Médaille de bronze en carabine à 50 m trois positions
- Championnats d'Europe de tir de 1979 à Francfort
  -  Médaille d'or en carabine à 50 m trois positions
- Championnats d'Europe de tir de 1981 à Titograd
  -  Médaille d'argent en carabine à 50 m trois positions
- Championnats d'Europe de tir de 1988 à Stavanger
  -  Médaille de bronze en carabine à air à 10 m